# 1775
1775 (MDCCLXXV) a fost un an obișnuit al calendarului gregorian, care a început într-o zi de sâmbătă.

## Evenimente
- 19 aprilie: Începe Războiul de independență a SUA (1775-3 septembrie 1783), care a avut loc între cele 13 colonii britanice. S-a încheiat cu Tratatul de la Paris (1783).
- 10 mai: Bătălia de la Ticonderoga. Conflict în timpul Revoluției Americane.
- 14 iunie: Este organizată prima armată a SUA, Armata continentală. Prin Constituție, președintele SUA este comandantul suprem al armatei.
- 17 iunie: Bătălia de la Bunker Hill. Victorie importantă a coloniștilor, la începutul Revoluției Americane (1763-1791) în apropiere de Boston, Massachusets, pentru a opri armata britanică să ocupe colinele din jurul orașului.

## Arte, știință, literatură și filozofie
- Se înființează Școala Normală de Băieți, la Timișoara.

## Nașteri
- 20 ianuarie: André-Marie Ampère, fizician și matematician francez (d. 1836)
- 27 ianuarie: Friedrich Wilhelm Schelling, filosof german (d. 1854)
- 23 aprilie: Joseph Mallord William Turner, pictor și gravor britanic peisagist (d. 1851)
- 25 aprilie: Charlotte de Spania, soția regelui Ioan al VI-lea al Portugaliei (d. 1830)
- 21 mai: Lucien Bonaparte, om politic francez, fratele lui Napoleon I (d. 1840)
- 16 decembrie: Jane Austen, romancieră engleză (d. 1817)

## Decese
- 10 mai: Caroline Matilda de Wales, 23 ani, regină a Danemarcei și Norvegiei (n. 1751)